# Palpares germaini
Palpares germaini är en insektsart som beskrevs av Navás 1921. Palpares germaini ingår i släktet Palpares och familjen myrlejonsländor. Inga underarter finns listade i Catalogue of Life.